# Universitat de Reykjavík
Universitat de Reykjavík és la universitat privada més gran d'Islàndia amb aproximadament 3.300 estudiants. Està constituïda per la Cambra de Comerç, la Federació d'Indústries Islandeses i la Confederació d'Empresariat Islandès.
La universitat consta de set departaments acadèmics organitzats en dues escoles. Dins de l'Escola de Ciències Socials hi ha: Dret, Administració d'Empreses, Ciències de l'Esport i Psicologia. Dins de l'Escola de Tecnologia hi ha: Informàtica, Enginyeria i Enginyeria Aplicada. La universitat és bilingüe (anglès i islandès).

## Història
La Universitat de Reykjavík té els seus orígens al l'School of Computer Science (TVÍ), que es va fundar el gener de 1988 i va funcionar a les instal·lacions del Commercial College of Iceland (VÍ) durant deu anys.
La Universitat de Reykjavík va començar el seu primer semestre l'1 de setembre de 1998, en un nou edifici amb el nom de Reykjavík School of Business, i TVÍ es va convertir en un dels dos departaments de la institució. El gener de 2000, es va adoptar el nom d'Universitat de Reykjavík. A la tardor de 2002 es va establir la Facultat de Dret, i el 2005 la Universitat de Reykjavík es va fusionar amb la Universitat Tècnica d'Islàndia (THÍ).